# Departament Centralny (Haiti)
Departament Centralny (Centre) – jeden z dziesięciu departamentów, na jakie podzielone jest Haiti. Departament położony jest w środkowej części kraju, granicząc od wschodu z Dominikaną. Zajmuje powierzchnię 3675 km² i jest zamieszkany przez 564 200 osób (2002). Stolicą jest Hinche.
Departament dzieli się na 4 arrondissement:
1. Cerca la Source
2. Hinche
3. Lascahobas
4. Mirebalais